# Abbeville (Georgie)
Abbeville je město v okrese Wilcox County v Georgii ve Spojených státech amerických. Patří do oblasti metropolitní Georgie. V roce 2011 zde bydlelo 2195 obyvatel. Abbeville je sídelním městem Wilcox County.

## Demografie
Podle sčítání lidí v roce 2000, žilo v Abbeville 2298 obyvatel, 373 domácností, a 225 rodin. V roce 2011 žilo v Abbeville 2333 mužů (80,1%), a 582 žen (19,9%). Průměrný věk obyvatele je 38 let.